# ترافيس جونز
ترافيس جونز (بالإنجليزية: Travis Jones)‏ هو مدرب رياضي أمريكي، ولد في 6 يونيو 1972 في إروينتون في الولايات المتحدة.